# Linia kolejowa nr 802
Linia kolejowa nr 802 Poznań Starołęka PSK – Luboń koło Poznania – zelektryfikowana i eksploatowana w ruchu towarowym, dwutorowa linia kolejowa łącząca stację Poznań Starołęka ze stacją kolejową Luboń koło Poznania (w Luboniu, powiecie poznańskim, w województwie wielkopolskim). Linia znajduje się w wykazie linii o znaczeniu państwowym.